# Dinera ferina
Dinera ferina är en tvåvingeart som först beskrevs av Fallen 1817.  Dinera ferina ingår i släktet Dinera och familjen parasitflugor. Arten är reproducerande i Sverige. Inga underarter finns listade i Catalogue of Life.